# M-84 (танк)
М-84 — основной боевой танк Югославии 1980-х годов, разработанный в 80-е годы на основе советского Т-72М. За время серийного выпуска в 1983—1991 годах выпущено около 700 единиц. 

## История
В 1970-х годах СФРЮ приобрела лицензию на производство Т-72М1 у СССР. Оценив темпы развития современного вооружения и военной техники, военные приняли решение о начале разработки модификации танка. В 1982 году закончились работы по созданию модернизированной модели танка Т-72, получившей название М-84. Разработкой занимались несколько предприятий, а главным разработчиком был Военно-технический институт, располагавшийся в Белграде. Основной целью проекта модернизации было повышение боевых возможностей танка.
Первый опытный образец был изготовлен в 1982 году. Серийное производство танка М-84 началось в 1983 году на мощностях завода имени Джуро Джаковича в городе Славонски-Брод. 
По мере поступления в армию, танки М-84 распределялись между бронетанковыми и механизированными бригадами сухопутных войск ЮНА:
- 1-я бронетанковая бригада (Врхника)
- 1-й батальон 4-й бронетанковой бригады (Ястребарско)
- 211-я бронетанковая бригада (Ниш)
- 252-я бронетанковая бригада (Кралево)
- 329-я бронетанковая бригада (Баня-Лука)
- 51-я механизированная бригада (Панчево)
- 243-я бронетанковая бригада (Скопье)

Производство танков продолжалось вплоть до 1991 года, и прекратилось по причине того, что Хорватия объявила независимость, а на её территории располагалось главное предприятие по производству танков Югославии.
M-84 широко использовался во многих войнах в период 1990-х годов. Продолжаются работы по модернизации танка.
В октябре 2024 года было объявлено о намерении Хорватии передать 30 танков М-84 Украине, однако сведений о поставках не имеется[уточнить].

## Модификации
- М-84 — базовая модификация. Принята на вооружение ЮНА в 1984 году. Оснащалась двигателем В-46-6 мощностью 780 л. с.
- М-84А — модернизированный М-84 с двигателем В-46-6ТК (V46-TK) мощностью 1000 л. с., оснащённым двумя турбокомпрессорами и интеркулером вместо ПЦН. Для освобождения места под это в МТО пришлось вынести первую ступень воздухоочистки из бронекорпуса танка на место 4-го надгусеничного ТБ (аналогично Т-62М-1). Выпускался с 1988 по 1991 год.
- М-84АБ — модернизация М-84А с установкой новой СУО SUV-M-84, состоит на вооружении армии Кувейта.
- М-84АБН — М-84АБ, оснащенный навигационным оборудованием.
- М-84АБК — командирский вариант М-84АБ, с дополнительным связным и навигационным оборудованием, а также генератором.
- M-84AI — БРЭМ, югославской постройки на шасси М-84А. Было намечено построить 15 машин для Кувейта, однако есть данные, что ни одной из них построить так и не успели. Был изготовлен один прототип, который сейчас эксплуатируется в СВ Сербии.[5] Также было в планах создание M-84ABI.
- M-84A4 Snajper — хорватский вариант модернизации танков М-84А и М-84АБ.
- M-84D — хорватский вариант модернизации танка M-84A4.
- М-95 Дегман — хорватский вариант модернизации танка М84, прототипом послужил югославский проект М-91 Вихор.
- М-2001 (М-84АБ1) — сербский вариант модернизации танка М84, также известный под названием M2001.
- М-84АС1 - модернизированный вариант для вооруженных сил Сербии (демонстрационный образец был официально представлен 8 июня 2020 года)[6]

## На вооружении
- Кувейт — 75 М-84АБ (75 на хранении) по состоянию на 2022 год[7]
- Сербия — 195 М-84 и не менее 4 M-84AS1 по состоянию на 2024 год[8]
- Словения — 14 М-84 на вооружении и 32 M-84 на хранении по состоянию на 2024 год[9]
- Хорватия — 74 М-84 по состоянию на 2024 год[10]

### Бывшие операторы
- Югославия — танки перешли к образовавшимся после распада государствам.
  -  Республика Сербская Краина — некоторое количество в начале 1995 года[11].
  -  Босния и Герцеговина — 71 M-84, по состоянию на 2013 год[12]. В 2008 году минимум 50 М-84 поставлены на хранение по финансовым причинам.
  -  Северная Македония — Армия Северной Македонии унаследовала неизвестное количество М-84 от 243-й бронетанковой бригады 41-го корпуса из Скопье после того, как Македония покинула Югославию в 1993 году. Эти танки списаны и находятся на хранении.

## Галерея

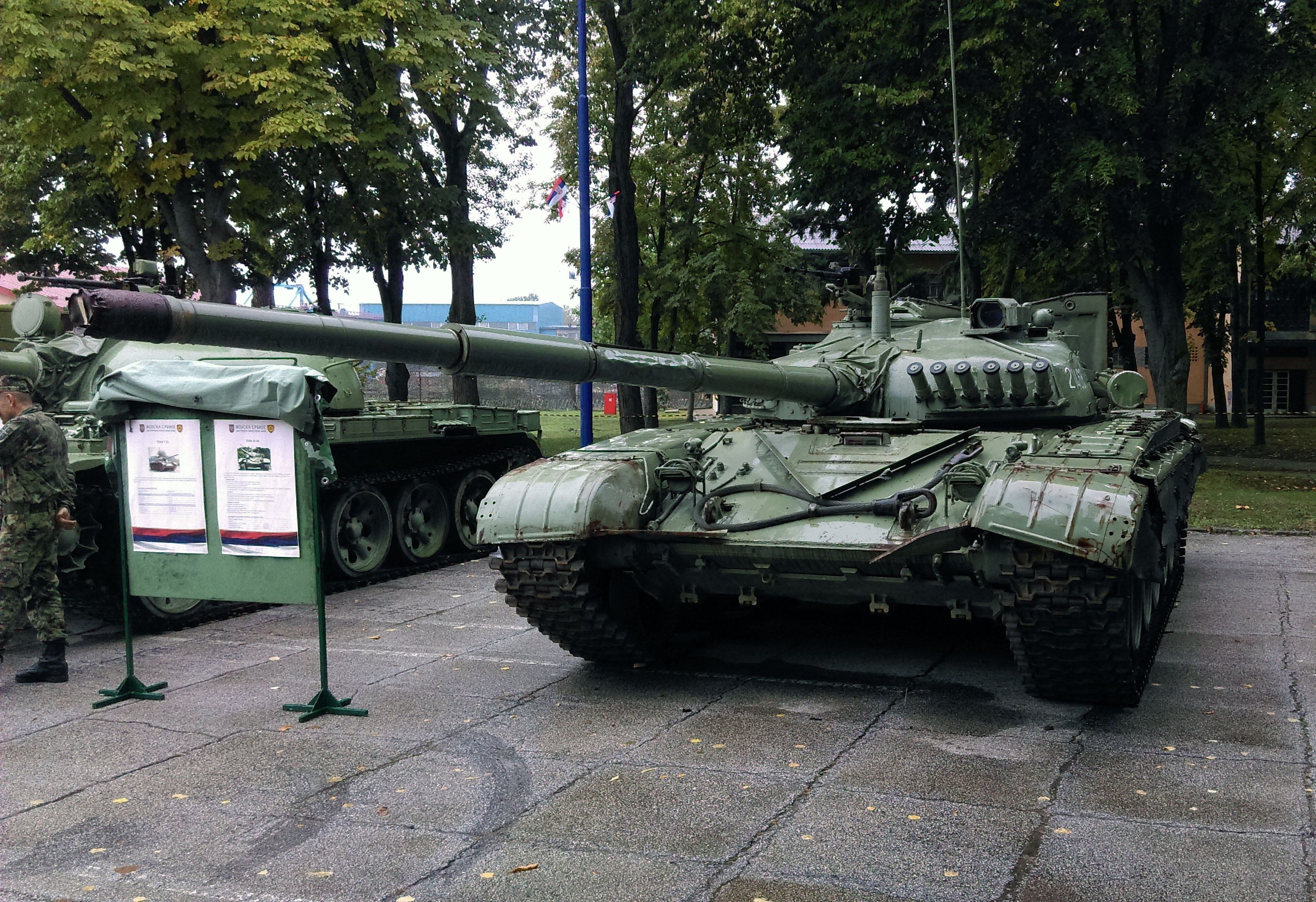
M-84A
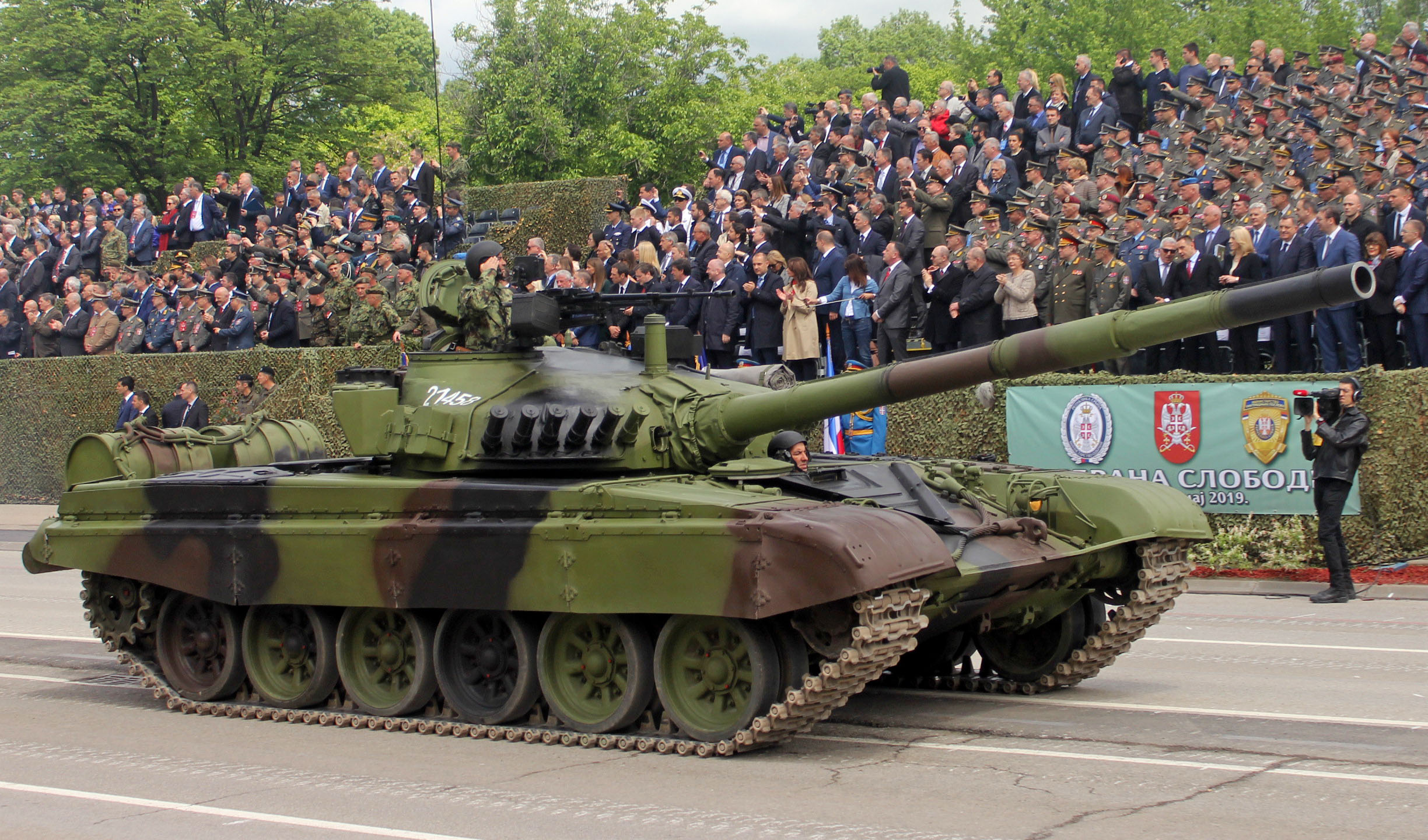
M-84AK
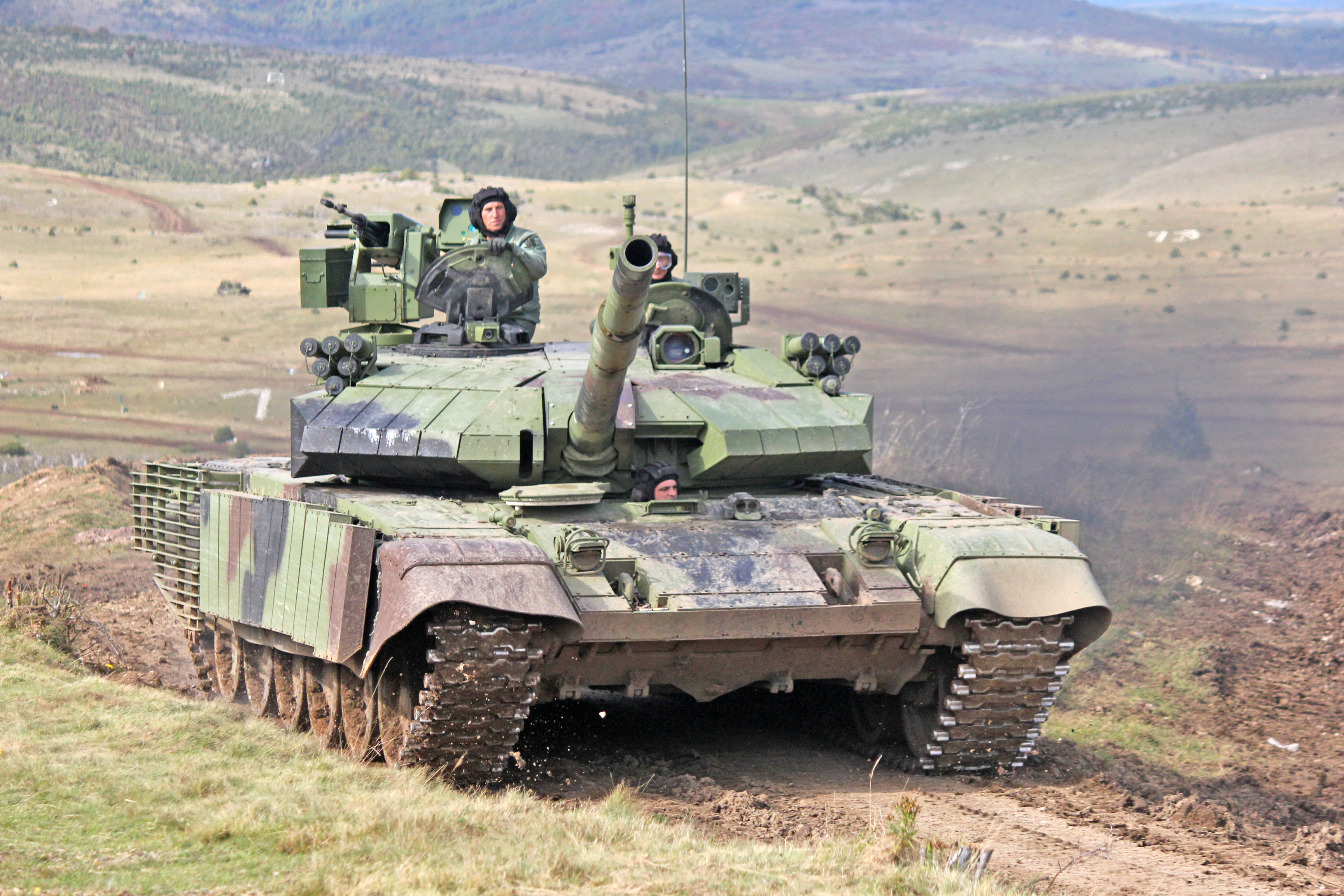
Сербский M-84AS1, 2020 год.
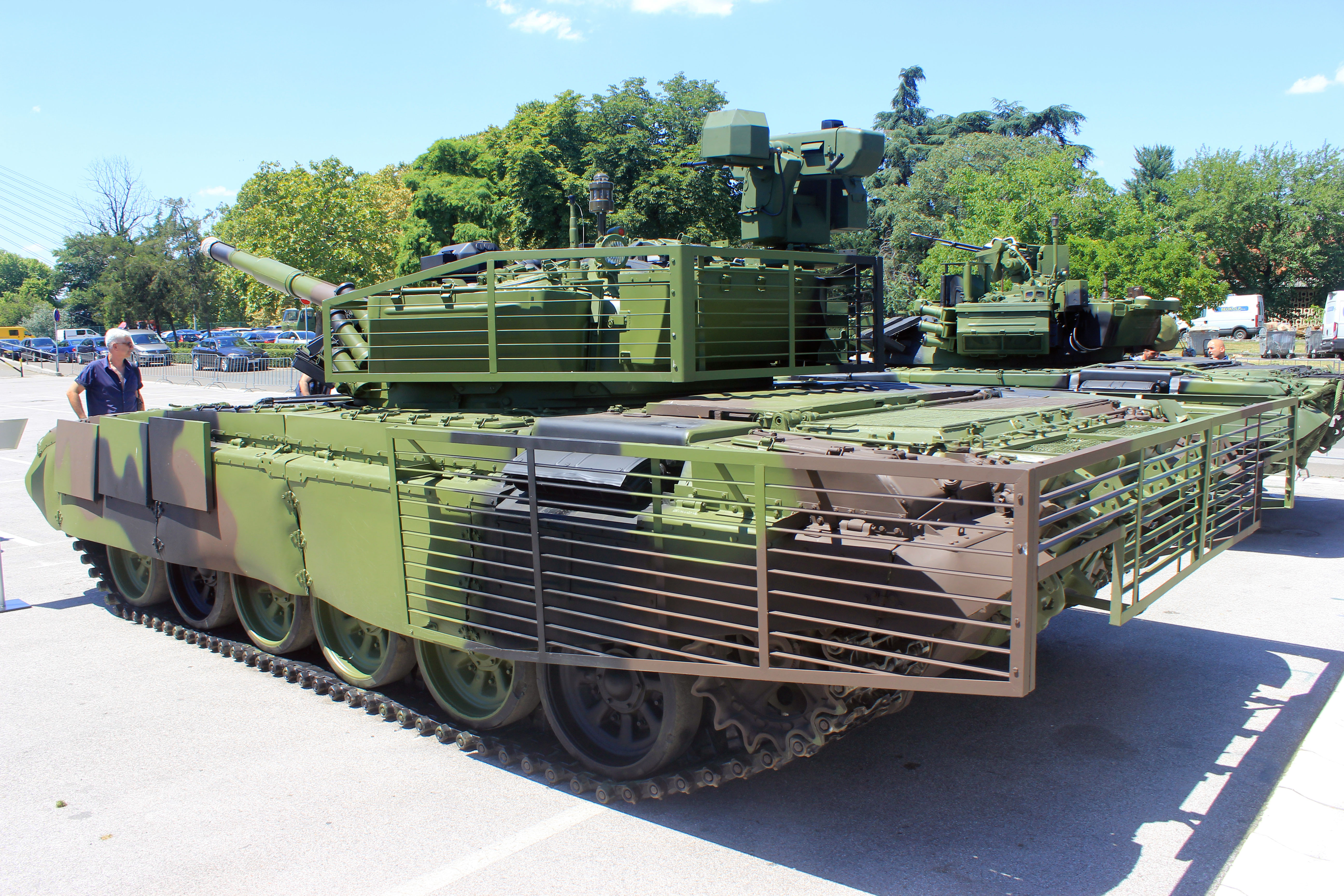
Сербский M-84AS1
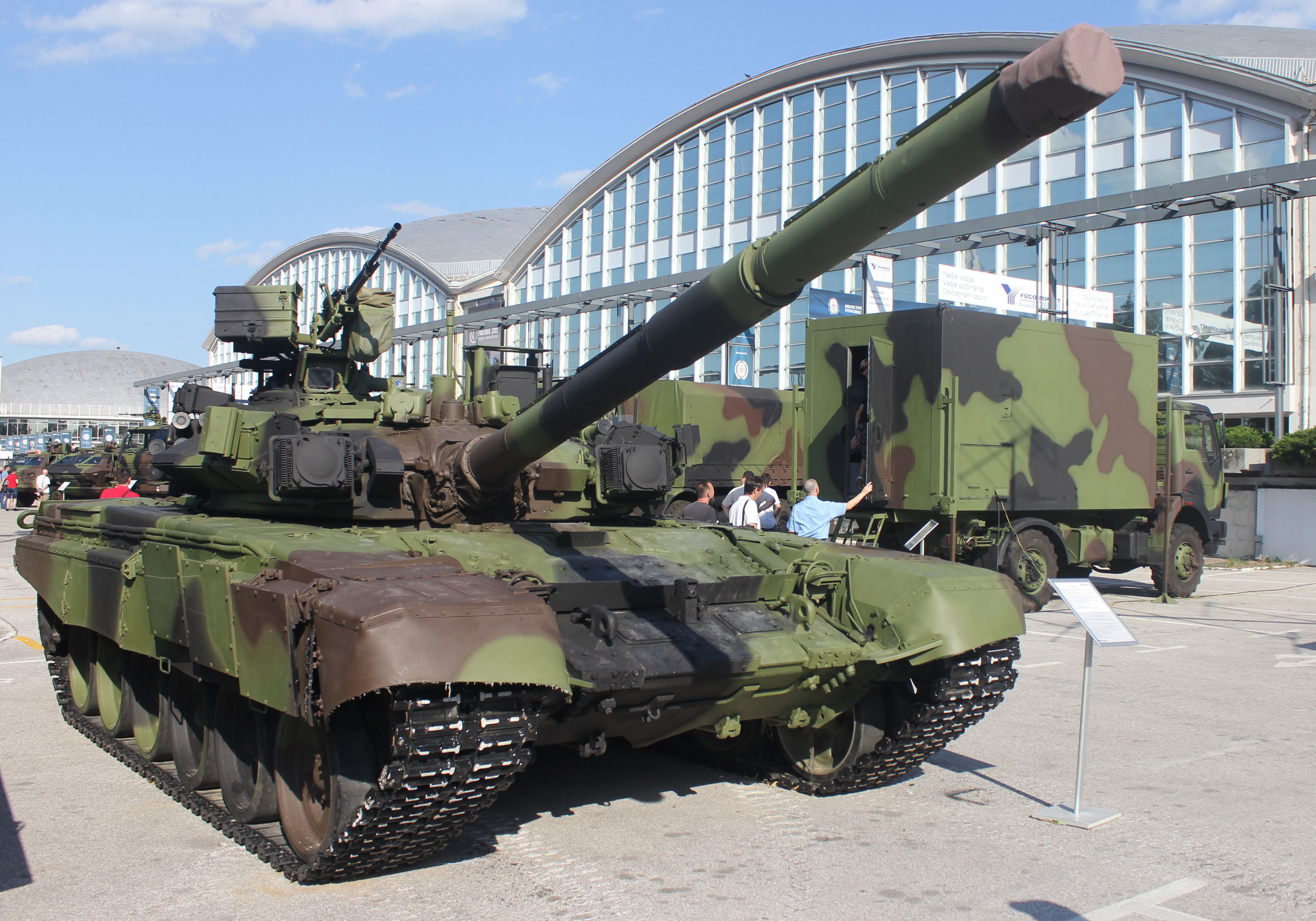
M-84AB1
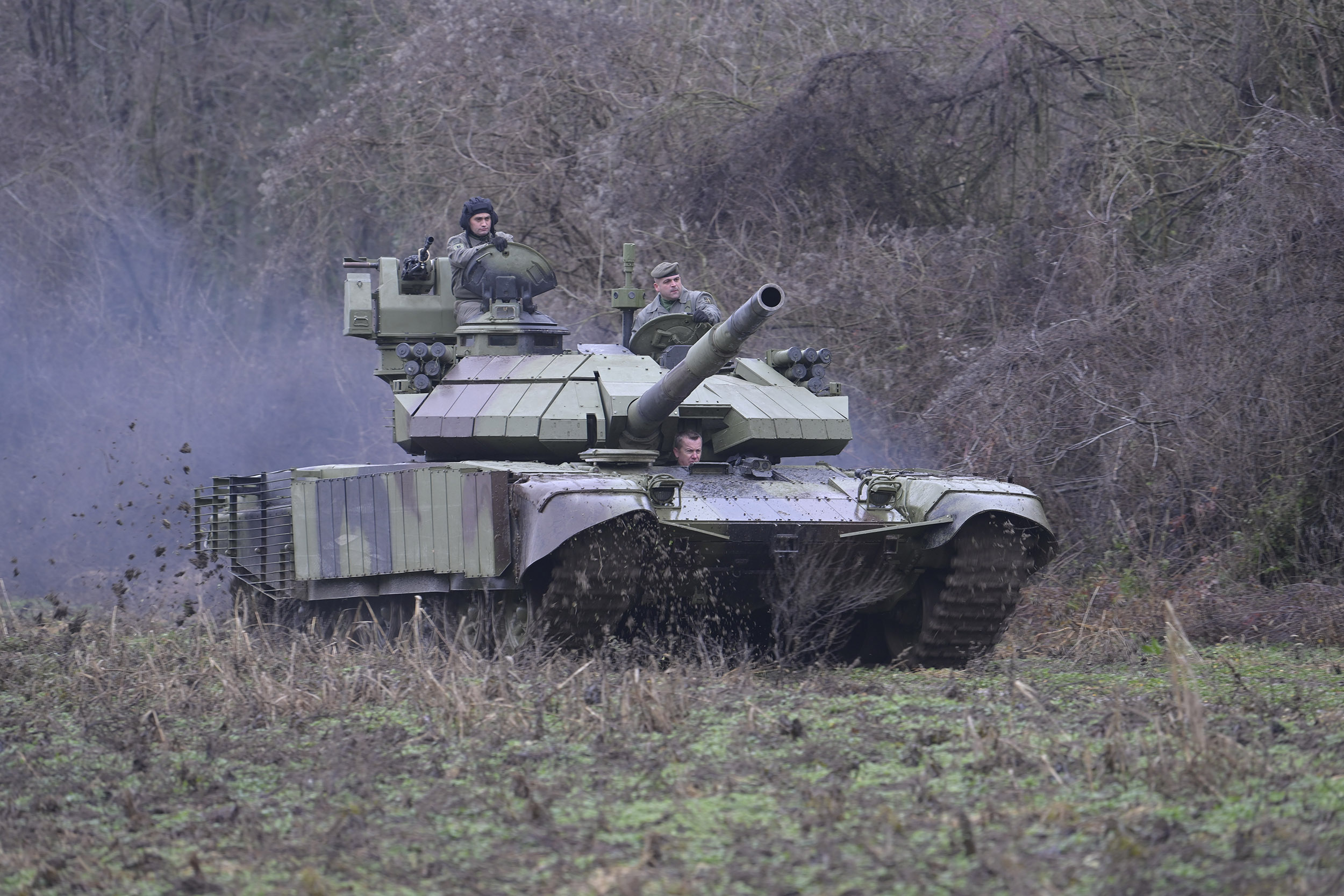
Сербский M-84AS2